# Harry Dean Stanton

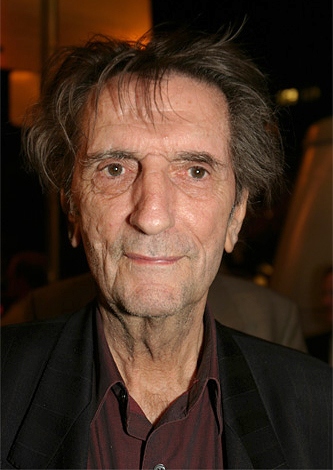
Harry Dean Stanton, 2006

Harry Dean Stanton (* 14. Juli 1926 in West Irvine, Kentucky; † 15. September 2017 in Los Angeles, Kalifornien) war ein US-amerikanischer Schauspieler und Musiker, dessen Film- und Fernsehkarriere über 60 Jahre umspannte. Er galt als einer der vielseitigsten Nebendarsteller des amerikanischen Films.

## Leben und Werk
Harry Dean Stanton wurde in Kentucky als Sohn eines Tabakfarmers und einer Köchin geboren. Er diente im Zweiten Weltkrieg in der United States Navy, studierte dann an der University of Kentucky und trat dort in einer Aufführung von George Bernard Shaws Pygmalion auf. Er ging nach Kalifornien an das renommierte Pasadena Playhouse. 1954 war er erstmals im Fernsehen zu sehen, eine seiner ersten Filmrollen spielte er zwei Jahre später in Alfred Hitchcocks Thriller Der falsche Mann. Anschließend wurde er häufig in kleineren Rollen in Western als Schurke eingesetzt. Er machte sich einen Namen als verlässlicher, durch seine charakteristischen Gesichtszüge auffallender Nebendarsteller. Ab den 1990er Jahren galt Stanton weithin als eine Ikone des amerikanischen Kinos.
1984 bekam Stanton eine seiner wenigen Hauptrollen unter der Regie von Wim Wenders in dessen Film Paris, Texas. Er spielte darin einen Mann mit Gedächtnisverlust, der nach Jahren wieder mit seiner Familie zusammenkommt. Auch ansonsten spielte er meistens eigenbrötlerische, geheimnisvolle Figuren.
In meist kurzen, aber prägnanten Nebenrollen fiel er in bekannten Filmen auf, so etwa in Ridley Scotts Science-Fiction-Film Alien (1979), Martin Scorseses Filmadaption von Nikos Kazantzakis‘ Die letzte Versuchung Christi (1988) oder in Frank Darabonts Stephen-King-Verfilmung The Green Mile (1999). Stanton drehte mehrfach mit David Lynch, zum ersten Mal in Wild at Heart – Die Geschichte von Sailor und Lula (1990), wo er einen Privatdetektiv spielte. In Lynchs Fernsehserie Twin Peaks trat er 1990 und 1991 sowie nochmals in der Neuauflage 2017 als schrulliger Besitzer eines Wohnwagenplatzes in Erscheinung. Stanton arbeitete praktisch bis zu seinem Tod als Schauspieler. In John Carroll Lynchs Regiedebüt Lucky (2017) spielte er seine letzte Hauptrolle als hochbetagter Atheist, der sich mit seiner Sterblichkeit auseinandersetzen muss.
Der einflussreiche US-Filmkritiker Roger Ebert formulierte die „Stanton-Walsh-Regel“, nach der ein Film, in dem Harry Dean Stanton oder M. Emmet Walsh eine Nebenrolle spielen, nicht völlig schlecht sein könne.
Seit 1979 wurde er in der deutschen Synchronfassung derjenigen Filme, an denen er mitwirkte, insgesamt neunzehn Mal von Friedrich G. Beckhaus gesprochen.
Harry Dean Stanton, der nie verheiratet war, starb am 15. September 2017 im Alter von 91 Jahren im Cedars-Sinai Medical Center in Los Angeles.

## Musikalische Karriere
Neben der Schauspielerei war Stanton als Sänger und Gitarrist tätig. Mit seiner Band "The Cheap Dates" spielte er mehr als ein Jahrzehnt zusammen. Sie hatten mit einer Mischung aus Country, Pop, Jazz, Tex-Mex und Mariachi-Musik regelmäßig Auftritte in Kalifornien, insbesondere im Großraum Los Angeles. Auch in einigen seiner Filme, beispielsweise in The Rose, stellte Stanton sein musikalisches Talent unter Beweis. Er spielte zudem  während seiner musikalischen Karriere mit Stars wie Bob Dylan, Ry Cooder, Art Garfunkel und Kris Kristofferson.

## Filmografie (Auswahl)
- 1954: Inner Sanctum (Fernsehserie, Episode 1x29)
- 1956: Der falsche Mann (The Wrong Man)
- 1957: Suspicion (Fernsehserie, Folge Die Bombe im Keller)
- 1957: Alarm in Fort Bowie (Tomahawk Trail)
- 1957: Fort Laramie (Revolt at Fort Laramie)
- 1958: Der stolze Rebell (The Proud Rebel)
- 1958–1968: Rauchende Colts (Gunsmoke, Fernsehserie, 8 Episoden)
- 1959: Mit Blut geschrieben (Pork Chop Hill)
- 1959–1963: Am Fuß der blauen Berge (Laramie, Fernsehserie, 4 Episoden)
- 1959–1965: Tausend Meilen Staub (Rawhide, Fernsehserie, 4 Episoden)
- 1960: Abenteuer am Mississippi (The Adventures of Huckleberry Finn)
- 1962: Das war der Wilde Westen (How the West Was Won)
- 1962: Insel der Gewalt (Hero's Island)
- 1963: Der Mann vom Diners Club (The Man from the Diner’s Club)
- 1965: Für eine Handvoll Dollar (Per un pugno di dollari, US-Fernsehfassung)
- 1964: Auf der Flucht (The Fugitive, Fernsehserie, Episode 2x22)
- 1966: Ritt im Wirbelwind (Ride in the Whirlwind)
- 1967: Die Geisel (The Hostage)
- 1967: Der gnadenlose Ritt (A Time for Killing)
- 1967: Der Unbeugsame (Cool Hand Luke)
- 1968: Die Satans-Engel von Nevada (The Mini-Skirt Mob)
- 1970: Stoßtrupp Gold (Kelly’s Heroes)
- 1971: Asphaltrennen (Two-Lane Blacktop)
- 1971: Was ist denn bloß mit Helen los? (What’s the Matter with Helen?)
- 1971: Cisco Pike
- 1972: Gebrannte Haut (Cry for Me Billy)
- 1973: Pat Garrett jagt Billy the Kid (Pat Garrett and Billy the Kid)
- 1973: Jagd auf Dillinger (Dillinger)
- 1974: Der Pate – Teil II (The Godfather Part II)
- 1974: Zandys Braut (Zandy's Bride)
- 1975: Fahr zur Hölle, Liebling (Farewell, My Lovely)
- 1975: 33 Grad im Schatten (92 in the Shade)
- 1976: Duell am Missouri (The Missouri Breaks)
- 1978: Stunde der Bewährung (Straight Time)
- 1979: Alien – Das unheimliche Wesen aus einer fremden Welt (Alien)
- 1979: The Rose
- 1979: Die Weisheit des Blutes (Wise Blood)
- 1980: Death Watch – Der gekaufte Tod (La mort en direct)
- 1980: Schütze Benjamin (Private Benjamin)
- 1980: UFOria
- 1981: Die Klapperschlange (Escape from New York)
- 1982: Küss mich Doc  (Young Doctors in Love)
- 1982: Einer mit Herz (One from the Heart)
- 1983: Christine (John Carpenter’s Christine)
- 1984: Repo Man
- 1984: Paris, Texas
- 1984: Die rote Flut (Red Dawn)
- 1985: Wenn Träume wahr wären (One Magic Christmas)
- 1985: Fool for Love
- 1986: Pretty in Pink
- 1987: Blondinen sterben früher (Slam Dance)
- 1988: Die letzte Versuchung Christi (The Last Temptation of Christ)
- 1989: Dream a Little Dream
- 1990: Wild at Heart – Die Geschichte von Sailor und Lula (Wild at Heart)
- 1990: Powerplay (The Fourth War)
- 1992: Twin Peaks – Der Film (Twin Peaks: Fire Walk with Me)
- 1994: Blue Tiger
- 1994: Against the Wall (Fernsehfilm)
- 1995: Never Talk To Strangers – Spiel mit dem Feuer (Never Talk to Strangers)
- 1996: Mission: Rohr frei! (Down Periscope)
- 1996: Dead Man’s Walk – Der tödliche Weg nach Westen (Miniserie)
- 1997: Alles aus Liebe (She’s So Lovely)
- 1997: Fire Down Below
- 1998: Zivilprozess (A Civil Action)
- 1998: The Mighty – Gemeinsam sind sie stark (The Mighty)
- 1998: Fear and Loathing in Las Vegas
- 1999: The Green Mile
- 1999: Eine wahre Geschichte – The Straight Story (The Straight Story)
- 2000: In stürmischen Zeiten (The Man Who Cried)
- 2001: Animal – Das Tier im Manne (The Animal)
- 2001: Das Versprechen (The Pledge)
- 2002: Ginostra
- 2003: Die Wutprobe (Anger Management)
- 2004: Two and a Half Men (Fernsehserie, Episode 2x01)
- 2004: Hawaii Crime Story (The Big Bounce)
- 2006: Alpha Dog – Tödliche Freundschaften (Alpha Dog)
- 2006: Ich, Du und der Andere (You, Me and Dupree)
- 2006: Inland Empire
- 2006: Alien Autopsy – Das All zu Gast bei Freunden (Alien Autopsy)
- 2006–2010: Big Love (Fernsehserie, 39 Episoden)
- 2009: Alice im Wunderland (Alice, Fernsehzweiteiler)
- 2011: Rango (Sprechrolle)
- 2011: Cheyenne – This Must Be the Place (This Must Be the Place)
- 2012: Marvel’s The Avengers (The Avengers)
- 2012: 7 Psychos (Seven Psychopaths)
- 2013: The Last Stand
- 2013: 9 Full Moons
- 2013–2015: Getting On – Fiese alte Knochen (Getting On, Fernsehserie, 3 Episoden)
- 2014: Sick of it All
- 2017: Lucky
- 2017: Twin Peaks (Fernsehserie, 5 Episoden)
- 2018: Frank and Ava

## Diskografie
- 2014: Partly Fiction (Rykodisc)
- 2021: October 1993 (Omnivore)

## Auszeichnungen
- 1999: Nominierung für den Screen Actors Guild Award für The Green Mile
- 2017: Auszeichnung als Bester Schauspieler bei den Satellite Awards für Lucky